# St. Laurentius (Houverath)

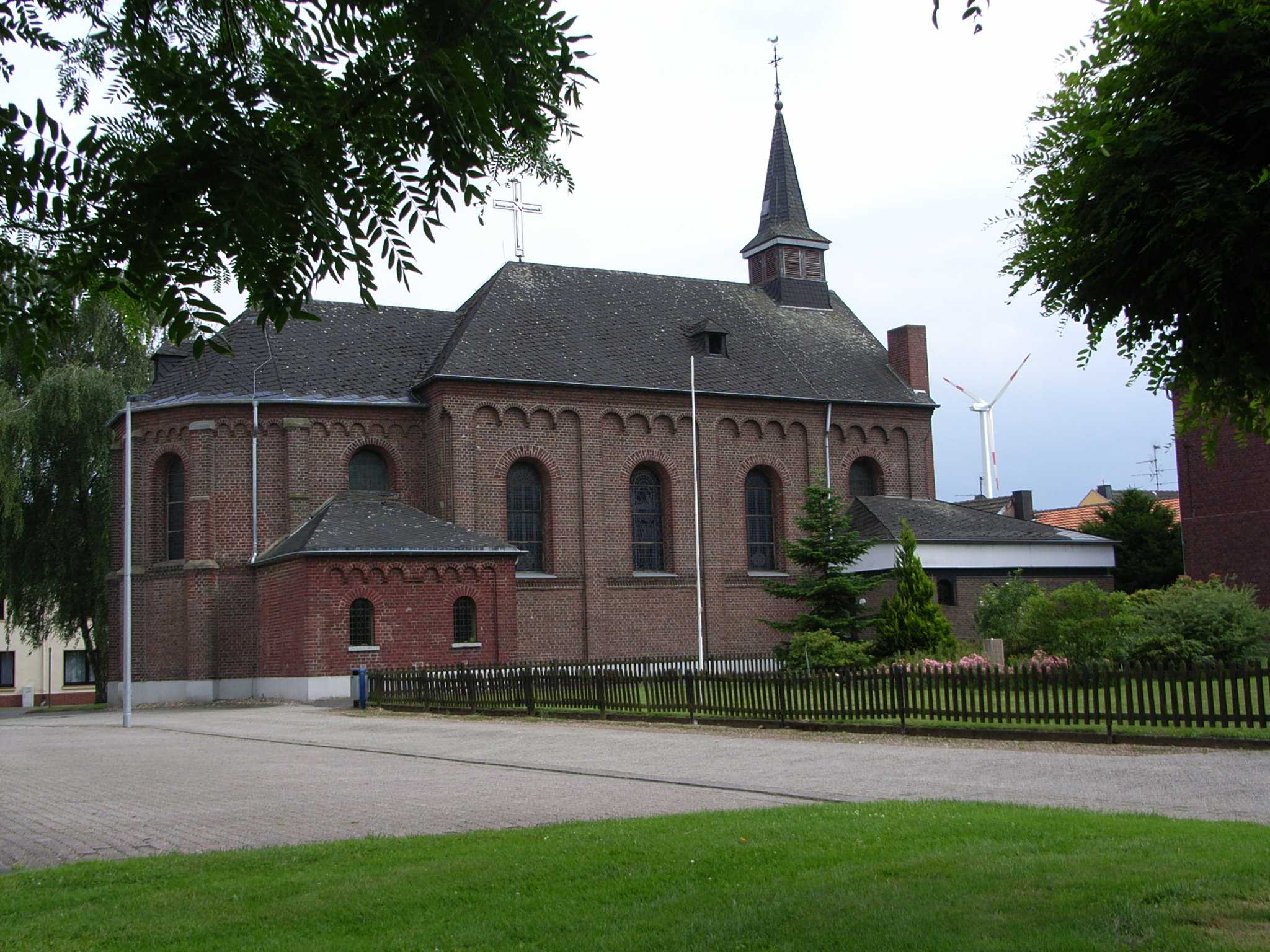
St. Laurentius in Houverath

Die Kirche St. Laurentius ist die römisch-katholische Filialkirche des Ortsteils Houverath der Stadt Erkelenz im Kreis Heinsberg (Nordrhein-Westfalen).

## Geschichte
Die Houverather Kirche wurde im Jahr 1885 nach den Plänen des Kölner Architekten August Carl Lange als einschiffige Saalkirche mit fünfseitig geschlossenem Chor im Baustil der Neuromanik errichtet. Die Baugenehmigung wurde bereits im Jahr 1883 vom Erzbistum Köln erteilt. Die Grundsteinlegung fand am 12. Mai 1885 statt und die Einsegnung am 15. August 1887. Erst am 28. Juni 1953 wurde die Kirche geweiht. Im Jahr 1967 wurde das Gotteshaus an der Westseite durch einen flachen Anbau erweitert. Die Pläne dazu stammen vom Erkelenzer Architekten Josef Viethen.
Seit 2010 ist Houverath keine eigenständige Pfarrgemeinde mehr. Sie wurde mit einigen anderen ehemaligen Pfarreien zur Pfarre St. Lambertus Erkelenz fusioniert. Diese fusionierte wiederum 2015 mit der Pfarre St. Maria und Elisabeth Erkelenz zur neuen Großpfarre Christkönig Erkelenz.

## Ausstattung
Im Innern der Kirche befindet sich eine moderne Ausstattung. Im Chorbereich sind vier Engel auf die Wand gemalt. Die Fenster schuf Maria Katzgrau 1949.

## Glocken
| Nr. | Name | Durchmesser (mm) | Masse (kg, ca.) | Schlagton (HT-1/16) | Gießer                | Gussjahr | Bemerkungen                 |
| 1   | –    | 680              | 178             | cis′′               | Johann van Trier      | 1496     | Leihglocke aus Berchenwald  |
| 2   | –    | 584              | 110             | e′′                 | Joseph Beduwe, Aachen | 1885     | Geschenk von Wilhelm Goertz |

## Pfarrvikare
Folgende Priester wirkten bis zur Auflösung der Pfarrvikarie 2010 als Pfarrvikar an St. Laurentius:
- 1903–1909: Karl Burchard
- 1910–1923: Peter Schritz
- 1923–1929: Rudolf Wiemers
- 1929–1938: Johannes Walgenbach
- 1938–1945: Alfons Offergeld
- 1945–1955: Heinrich Hastenrath
- 1955–1966: Franz Regul
- 1966–2010: Arnold Poll